# Djelotvornost
Djelotvornost, iskoristivost, učinkovitost ili korisnost (oznaka η) je fizikalna veličina koja opisuje energijsko djelovanje nekog sustava. Omjer je izlazne energije, snage ili rada i istovrsne ulazne veličine nekoga procesa, uređaja, stroja, postrojenja ili drugo. Primjerice, djelotvornost nekoga toplinskoga stroja omjer je dobivenoga rada dW i uložene topline dQ, to jest:
{\displaystyle \eta ={\frac {dW}{dQ}}}
Mjerna je jedinica djelotvornosti broj jedan, a često se izražava u postotcima. Tako se na primjer kod žarulje sa žarnom niti u svjetlost pretvara samo oko 5% dovedene električne energije, dok ostatak odlazi u okolinu kao toplinska energija (stupanj iskorištenja raznih izvora svjetlosti). U toplinskim strojevima djelotvornost ovisi o najnižoj T2 i najvišoj temperaturi T1 i o vrsti procesa, a najveća je za idealni Carnotov kružni proces:
{\displaystyle \eta =1-{\frac {T_{2}}{T_{1}}}}

## Djelotvornost nekih energetskih pretvornika
| Pretvornik               | Ulazna energija     | Izlazna energija    | Djelotvornost (%) |
| ------------------------ | ------------------- | ------------------- | ----------------- |
| Nuklearna elektrana      | Nuklearna energija  | Električna energija | 33                |
| Fotonaponska ploča       | Sunčeva energija    | Električna energija | 5 do 22 (40)      |
| Termoelektrana na ugljen | Kemijska energija   | Električna energija | 25 do 45          |
| Hidroelektrana           | Mehanička energija  | Električna energija | 80 do 90          |
| Vjetroelektrana          | Mehanička energija  | Električna energija | do 85             |
| Gorivi članak            | Kemijska energija   | Električna energija | 20 do 70          |
| Parni stroj              | Kemijska energija   | Mehanička energija  | 3 do 44           |
| Dieselov motor           | Kemijska energija   | Mehanička energija  | 15 do 55          |
| Ottov motor              | Kemijska energija   | Mehanička energija  | 10 do 37          |
| Elektromotor             | Električna energija | Mehanička energija  | 20 do 99,5        |
| Električni generator     | Mehanička energija  | Električna energija | 95 do 99,5        |
| Električna žarulja       | Električna energija | Svjetlost           | 3 do 5            |
| Svjetleća dioda ili LED  | Električna energija | Svjetlost           | 5 do 25           |
| Zvučnik                  | Električna energija | Akustička energija  | 0,2 do 2          |
| Plinsko kuhalo           | Kemijska energija   | Toplinska energija  | 80 do 90          |
| Kućna peć na ugljen      | Kemijska energija   | Toplinska energija  | 30 do 50          |
| Otvoreni kamin           | Kemijska energija   | Toplinska energija  | 10 do 30          |

## Stupanj djelovanja
Stupanj djelovanja (oznaka η) je fizikalna veličina koja opisuje djelotvornost stroja ili postrojenja, omjer izlazne snage Piz i ulazne snage Pul, to jest:
{\displaystyle \eta ={\frac {\text{izlazna snaga}}{\text{ulazna snaga}}}={\frac {P_{iz}}{P_{ul}}}}

Već prema području primjene, stupanj djelovanja može se nazvati efektivni stupanj djelovanja (kada opisuje mogućnosti motora da primljenu energiju goriva pretvori u mehanički rad), mehanički stupanj djelovanja (kada opisuje mehaničke gubitke u motoru), hidraulički stupanj djelovanja turbine (kada opisuje gubitke koji nastaju zbog trenja i promjene brzine vode) i drugo. 
Kod višestrukih procesa, ukupan stupanj djelovanja umnožak je pojedinih stupnjeva djelovanja, primjerice stupanj djelovanja η motora s unutarnjim izgaranjem umnožak je termičkoga stupnja djelovanja (iskoristivosti) goriva ηt i mehaničkoga stupnja djelovanja ηm (gubitci zbog trenja, otpora i slično):
{\displaystyle \eta =\eta _{t}\cdot \eta _{m}}